# Neocerura argentea
Neocerura argentea är en fjärilsart som beskrevs av Felder 1874. Neocerura argentea ingår i släktet Neocerura och familjen tandspinnare. Inga underarter finns listade i Catalogue of Life.